# قلعة الجلالي
قلعة الجلالي أو الكوت الشرقي أو قلعة الشرقية هي قلعة أثرية تقع على صخور مطلّة على خليج عمان شمال شرق مسقط بسلطنة عمان، بُنيت من قبل البرتغاليين عام 1588م لتحل محل بناء قديم يعتقد بأنه كان مرصداً في شكل أبراج أقامها أهل مسقط استخدمت كمكان للمساجين السياسيين وكموقع دفاعي يتم من خلالها مراقبة المدينة من مختلف الجهات. ويعود سبب تسميتها إلى سبب تسمية قلعة الميراني حيث كانت تعرف أيضاً باسم الكوت الشرقي، أو سان خاو.

## التسمية
عُرفت قلعة الجلالي بالعديد من المسميات، منها القلعة الشرقية أو الكوت الشرقي وكذلك سان خاو أو سان لوران، ويرجع البعض سبب تسميتها بالجلالي إلى الأمير العُماني جلال الهوتي البلوشي.

## الجغرافيا
تقع قلعة الجلالي بمسقط القديمة على ارتفاع 45 متراً من سطح البحر، وتطل على بحر عمان

## المخطط
بُنِيت القلعة من حجر رملي على صخور شرقية قديمة، ويتألف الهيكل من برجين يصل بينهما سور تتخلله ثماني فتحات مقوّسة لإطلاق المدافع، وبالقلعة مجموعة أخرى من الأبراج المختلفة الارتفاع، ولا يمكن الوصول للقلعة إليه من الواجهة الصخرية إلا عن طريق جسر صغير وسلم محفور في الصخر ينتهي عند أحد المعاقل وبذلك تكون القلعة منيعة ضد أي هجمات فقد استخدمت القلعة كموقع دفاعي وتم ترميمها عبر العصور المختلفة وآخرها في عهد النهضة العمانية عام 1980م.
طوّرت القلعة بعهد سعيد بن سلطان في بداية القرن التاسع عشر، وفي عهد السلطان قابوس بن سعيد تم تجديد القلعة وتهيئتها لتصبح متحفاً خاصاً.

## التاريخ
بعد اكتمال تشييد القلعة عام 1588م اتخذت سجناً مركزيّاً حتى مشارف السبعينيات، حيثُ يسجن فيها السجناء الخطرين والسجناء الذين يقضون عقوبات مشددة، وكانت مسؤولية حراسة هذه القلعة يتولاها الجيش حتى العام 1970م، بعدها انتقلت مسؤولية حراسة القلعة وإدارة شؤون المساجين إلى الشرطة في ذلك العام وخصص قائد الشرطة وكيلاً واحداً يساعده ضابط صف واحد بالإضافة إلى 16 شرطياً لحراسة القلعة وإدارة شؤون المساجين فيها، وفي عام 1973م تم تجنيد ضابط واحد و19 شرطياً خصيصاً للعمل في السجون، حيثُ تم تدريب هؤلاء الأشخاص تدريباً خاصاً على أعمال السجون وإدارة شؤون المساجين.
في عام 1507م وصل البرتغاليون بقيادة ألفونسو البوكيرك إلى مدينة مسقط، وفي تعليق له يصف ألفونسو البوكيرك مسقط بأنها مدينة عامرة بالسكان، والميناء صغير له طبيعته الخاصة: التي تجعل الرياح لا تؤثر فيه، ولابد للمراكب التي ترتاد منطقة الخليج أن تمر بهذا الميناء، كذلك فإن هذا الميناء منذ وقت طويل يعتبر سوقا للخيل وأنواع التمور. وقد كان هذا الوصف متناقض مع ما قام به من أعمال بربرية أحدثت دماراً في مسيرته للاستيلاء على المنطقة التي دانت له بقوة السلاح والعتاد غير المتكافئ مع قدرات السكان وأمكانياتهم في ذلك الزمن. هذا الغزو الذي تعرضت له عمان قد عجل بتوحيد الصفوف لاستكمال الوحدة الوطنية تحت قيادة الدولة اليعربية التي سيكون لها شأن عظيم بتخليص عمان والخليج العربي وبعض مناطق أفريقيا من السيطرة البرتغالية وبالفعل فقد كان ناصر بن مرشد اليعربي. قائد تلك المسيرة وخلفه من بعده سلطان بن سيف الذي أكمل مسيرته فأرغم الحاكم البرتغالي في مسقط على التخلي عن قلعتي الجلالي والميراني للقوات العمانية في 23 يناير 1650م. ومما أشيع عن البرتغاليين، أنهم الذين قاموا ببناء القلعتين ليس له سند واقعي ودقيق يعتد به، فالمؤلفون العمانيون والأجانب اعتمدوا على روايات ومشاهدات ما رأته عيونهم وما يوجد من كتابات في القلعتين الجلالي والميراني وهذا لا يؤخذ به على أنه دليل وبرهان قوي لأن تلك الفترة هي فترة السيطرة البرتغالية، بل أن مقر قيادتهم تنتقل من قلعة لأخرى من تلك القلعتين.

## وصلات خارجية
- مقطع تصويري لقلعة الجلالي بيونيو، 2014م.